# Milano-Torino 1924
La Milano-Torino 1924, diciassettesima edizione della corsa, si svolse il 30 marzo 1924 su un percorso di 286 km. La vittoria fu appannaggio dell'italiano Federico Gay, che completò il percorso in 11h24'00", precedendo i connazionali Michele Gordini e Angelo Gremo.

## Ordine d'arrivo (Top 10)
| Pos. | Corridore          | Squadra         | Tempo     |
| ---- | ------------------ | --------------- | --------- |
| 1    | Federico Gay       | Alcyon-Dunlop   | 11h24'00" |
| 2    | Michele Gordini    | Ganna-Dunlop    | a 12'00"  |
| 3    | Angelo Gremo       | Maino           | s.t.      |
| 4    | Secondo Martinetto | Ganna-Dunlop    | s.t.      |
| 5    | Italo Lugli        | -               | a 23'00"  |
| 6    | Adriano Zanaga     | Legnano-Pirelli | s.t.      |
| 7    | Alfredo Dinale     | Gloria          | s.t.      |
| 8    | Libero Ferrario    | -               | a 32'00"  |
| 9    | Ermanno Vallazza   | Wolsit-Pirelli  | a 32'30"  |
| 10   | Giovanni Bassi     | Berrettini      | a 40'00"  |